# Llebre ibèrica
La llebre ibèrica (Lepus granatensis) és un lagomorf endèmic del sud-oest d'Europa.

## Descripció
S'assembla molt a la llebre europea, però és més petita i té les orelles una mica més llargues comparades amb el cos, de manera que, doblegades endavant, depassen clarament l'extrem del musell. També té uns ulls grans i sortints de color groc.
La coloració és marró ocre pel dors i blanca per les parts ventrals, amb una taca negra a l'extrem de les orelles i una altra a la part dorsal de la cua. La part superior de les potes és blanca.
Dimensions corporals: cap + cos (44-47,5 cm), cua (9,3 - 12 cm) i orelles (9,4 - 11 cm).
Pes: 2 - 2,6 kg.

## Hàbitat
Zones obertes i planes, conreus de secà (cereals, ametllers, oliveres, etc.), brolles i garrigues.

## Costums
Principalment crepuscular, surt a cercar aliment a les primeres hores del matí i a les darreres de la tarda. Durant el dia descansa en unes petites depressions que excava al sòl, amagada sota un arbust o en un altre lloc ben protegit.
Com la llebre europea, corre en ziga-zaga quan l'empaita un enemic.

## Rastre
Com la llebre europea, deixa uns excrements en forma de boletes negres.

## Subespècies
Segons el color i la grandària, hi ha tres subespècies de la llebre ibèrica:
- Lepus granatensis granatensis: la més abundant. Es troba al País Valencià, Andalusia, Extremadura, Castella i el sud del Principat de Catalunya i Aragó.
- Lepus granatensis gallaecius: té un pelatge més fosc i es troba a Galícia.
- Lepus granatensis solisi o llebre mallorquina: hi ha sospites de la seva extinció, ja que no ha estat vista en els darrers anys. Té un pelatge més clar i és més petita que les altres subespècies.

## Espècies semblants
La llebre comuna és de mida més gran, té les orelles més curtes i la part superior de les potes del mateix color que el dors, sense taca blanca.
El conill és més petit, de potes més curtes i d'orelles també més curtes (doblegades endavant no depassen l'extrem del musell) i sense la taca negra a l'extrem. Quan corre alça la cua cap amunt i ensenya la part blanca de sota, mentre que la llebre manté la cua avall i ensenya la taca fosca de la part de sobre.